# Marden, Kent
Marden (engelskt uttal: [ˈmɑːrdən]) är en ort och civil parish i grevskapet Kent i sydöstra England. Orten ligger i distriktet Maidstone, cirka 11 kilometer söder om Maidstone. Tätorten (built-up area) hade 3 488 invånare vid folkräkningen år 2021.
I civil parishen ligger även orten Chainhurst.